# František Jiroudek
František Jiroudek (17. února 1914 Lhota u Semil – 15. června 1991 Praha) byl český malíř, grafik, scénický výtvarník a vysokoškolský pedagog.

## Život
Narodil se ve Lhotě u Semil, ale již roku 1920 se rodina se služebním přeložením otce přestěhovala na Slovensko, na Spiš a později do Liptova. Po maturitě studoval v letech 1934-1935 na Uměleckoprůmyslové škole v Praze, krátce na ČVUT, odkud odešel na Akademii výtvarných umění, kde v letech 1935–1939 studoval malířství v ateliéru profesora Williho Nowaka, který se stal jeho celoživotním přítelem. Roku 1937 byly tři jeho školní práce vybrány na přehlídku československého umění v Neapoli.
Jako malíř debutoval v roce 1940 se skupinou Sedm v říjnu, s níž vystavoval i později. Zprvu se věnoval portrétu, aktu, figurálním kompozicím i krajinomalbě.  V roce 1941 byl přijat za člena Spolku výtvarných umělců Mánes. 
Za druhé světové války po otcově smrti v letech 1940–1942 žil s matkou v Ostravě, kde se věnoval scénickým a kostýmním návrhům pro divadlo. Vytvořil též několik obrazů z divadelního života a divadelních tragédií. Po válce do jeho díla pronikl vliv barevnosti a dramatické kompozice krajin postimpresionisty Pierra Bonnarda. Jiroudek se začal specializovat na krajinomalbu velkých formátů, u které zůstal v dalších obdobích svého dlouhého tvůrčího života. 
V 60. až 80. letech 20. století vytvořil několik desítek monumentálních maleb, krajinomaleb i figurálních kompozic, které vystavoval na souborných výstavách: v roce 1971 v Praze v Galerii Václava Špály, v roce 1974 na zámku v Mělníku a v roce 1975 v Severočeské galerii v Litoměřicích. 
Od roku 1954 s manželkou, překladatelkou Kamilou Jiroudkovou (1915–1976) žil a tvořil také v Malém Liběchově na Mělnicku, ve viničním domku nad vinicí Trojslava. 
V letech 1981–1991 měl stálou expozici svého díla ve velkém sále 2. patra zámku v Mělníku, ta symbolicky skončila s jeho smrtí a s restitucí zámku v roce 1991.

## Dílo
Svými díly je zastoupen v Českém muzeu výtvarného umění v Praze, v Galerii hl. m. Prahy, v Národní galerii v Praze, v několika českých krajských či oblastních galeriích, v Ermitáži v Petrohradu, v Puškinově muzeu v Moskvě, v Albertinu v Drážďanech, v Národní galerii v Sofii, na radnici města Lyngby v Dánsku, v galerii umění v Torontu.

## Pedagog
Od roku 1961 byl na Akademii výtvarných umění asistentem v ateliéru přípravné malby, od roku 1962 docentem a posléze profesorem. Vedl ateliér figurální malby a krajinomalby. V letech 1970–1976 zastával také funkci rektora.
Jeho ateliérem v letech 1962–1976 prošlo 45 žáků, mezi úspěšné absolventy patřili Petr Šmaha, Rudolf Riedelbauch, František Hodonský, Josef Steklý, Dalibor Říhánek, Marie Blabolilová, Jiří Sozanský, Jiří Peca, Václav Špale či Michal Ranný.- 
V letech 1982–1987 vykonával funkci místopředsedy SČSVU a SČVU. 

## Oceňovaný postoj
Byl levicově angažován. V roce 1946 podepsal prokomunistické „Májové poselství kulturních pracovníků českému lidu!“ publikované před volbami do Národního shromáždění v květnu 1946. Tento předvolební manifest podepsalo celkem 843 kulturních pracovníků a komunisté volby vyhráli. Později podepsal prokomunistickou výzvu kulturních pracovníků Kupředu, zpátky ni krok!, jež byla vydána 25. února 1948 pro podporu komunistického převratu. V lednu 1977 podpořil stávající režim podpisem Anticharty. Za své postoje byl režimem oceňován.

## Ocenění
- 1963 – laureát státní ceny Klementa Gottwalda
- 1964 – zasloužilý umělec
- 1976 – národní umělec[7]
- 1978 – laureát státní ceny Klementa Gottwalda[8]
- 1979 – Řád práce
- 1984 – Řád Vítězného února [9]